# Poales
Poales es un taxón de plantas ubicado en la categoría taxonómica de orden, utilizado en sistemas de clasificación modernos como el APG III del 2009 y el APWeb (2001 en adelante), en los cuales está circunscripto en forma amplia en comparación a los sistemas de clasificación tradicionales (por ejemplo, esta circunscripción se acerca a la de Commelinidae de Cronquist, 1981). Como aquí definido, el orden consta de 16 familias con más de 18 000 especies, entre ellas se encuentra la familia Poaceae (pastos, cereales, bambú), que es probablemente la familia de angiospermas de mayor importancia económica, y también la acompañan otras como las tifáceas (la familia de la totora), las bromeliáceas (la familia del ananá y el clavel del aire), las ciperáceas (de una de ellas se produce el papiro), y las juncáceas (la familia de los juncos y plantas afines). Las Poales son hierbas, muchas de ellas con polinización anemófila (por viento), con pérdida de los nectarios septales; el síndrome de caracteres de la polinización anemófila se ha desarrollado muchas veces en forma independiente dentro del clado. Además se caracterizan por poseer cuerpos de sílice en la epidermis, por haber perdido los cristales de rafidio, y por poseer flores con perianto claramente dividido en cáliz y corola, con estilos bien desarrollados y fuertemente ramificados.

## Descripción
Introducción teórica en Terminología descriptiva de las plantas
Muchos caracteres, morfológicos y de ADN, dan sostén a este clado, son posibles sinapomorfías: los vasos también en tallo y hojas, los cuerpos de sílice (SiO2) en la epidermis, la pérdida de los cristales de rafidio, el perianto que consta de cáliz + corola, la micropila biestomal, el estilo bien desarrollado y fuertemente ramificado, los estigmas pequeños, secos, el desarrollo del endosperma nuclear, el cotiledón unifacial ("hyperphyllar") y haustorial, y la pérdida del gen mitocondrial sdh3.
A la fecha de edición de este artículo (enero de 2009) no había información sobre el tamaño del embrión en Poales.
Algunos genes mitocondriales de Poales muestran una evolución acelerada (Graham et al. 2006, G. Petersen et al. 2006b).

## Ecología
La polinización anemófila (por viento), con la pérdida de los nectarios septales, se ha desarrollado muchas veces en forma independiente dentro de Poales, y es característica de Typhaceae, Juncaceae, Cyperaceae, Restionaceae y Poaceae.

## Diversidad
La diversidad taxonómica de las monocotiledóneas está presentada en detalle por Kubitzki (1998, 2006).
A continuación una lista de la diversidad de Poales. Las descripciones son deliberadamente incompletas. Para más información siga los enlaces.
| Las totoras (familia Typhaceae sensu stricto, tifáceas en sentido estricto) son hierbas características de hábitats acuáticos y humedales. Las hojas son lineales y muchas veces esponjosas. Poseen inflorescencias determinadas, terminales, altamente modificadas con numerosas flores pequeñas densamente agrupadas, las inflorescencias como resultado tienen aspecto de espigas elongadas o aglomeraciones globosas, las flores masculinas posicionadas arriba de las femeninas. Son polinizadas por el viento. |

| El ananá o piña (Ananas comosus) y el clavel del aire (Tillandsia aeranthos) pertenecen a la familia de las bromeliáceas. Las bromeliáceas poseen hojas carnosas que forman una roseta basal que almacena agua. Sus flores son vistosas y coloridas, y cada una posee una bráctea que también es colorida y conspicua. El perianto está dividido en 3 sépalos y 3 pétalos. Las bromeliáceas se encuentran en las zonas cálidas de América (salvo una sola especie en África). Otra especie emparentada es el musgo de España (Tillandsia usneoides, que no crece en España sino en América) utilizado para empacar. |

| Las rapateáceas están presentes en regiones tropicales de Sudamérica y el oeste de África. Son hierbas en roseta, con inflorescencias capitadas al final de un escapo, las flores son conspicuas, con sépalos, pétalos, y 6 estambres, la dehiscencia de las anteras es por poros (poricida). |

| El «pasto de ojos amarillos» (Xyris) y algunos otros géneros más pertenecen a la familia de las xyridáceas. Poseen una inflorescencia muy característica, que nace de 1 a muchos escapos, con las flores formando una cabeza como un cono o una espiga al final del escapo, con brácteas persistentes imbricadas dispuestas en espiral. Las flores poseen 3 sépalos, 3 pétalos, 3 estambres y usualmente 3 estaminodios, y 3 carpelos de ovario súpero. Son plantas características de regiones húmedas tropicales a subtropicales, y Xyris suele ser cultivada especialmente en acuarios. Las vistosas flores de Xyris son efímeras, y las corolas se abren usualmente por solo unas pocas horas. Usualmente solo una o dos flores por cabeza se abren al mismo tiempo. La polinización puede ser predominantemente cumplida por abejas almacenadoras de polen. Los estaminodios, con sus pelos, pueden facilitar la polinización juntando el polen y presentándoselo a las abejas, o pueden engañar a las abejas atrayéndolas con la creencia de que hay polen. |

| Las eriocauláceas han sido llamadas «las Compositae de las monocotiledóneas» (Compositae es la familia del girasol y la margarita, lo que parece la flor es en realidad la inflorescencia, siendo cada "pétalo" una flor, y cada semilla una flor). Al igual que las compuestas, lo que parece la flor es en realidad la inflorescencia, al final de uno o muchos escapos. La inflorescencia está rodeada por un involucro de brácteas de consistencia de papel. Las flores son pequeñitas y muchas veces poseen pelos, poseen sépalos (2-3), pétalos (2-3), estambres (2-6) y carpelos (2-3), y los estambres y carpelos están claramente expuestos, lo que sugiere que son polinizadas por viento, aunque los nectarios presentes en Eriocaulon sugieren que la polinización por insectos también ocurre, aunque los visitantes parecen ser infrecuentes. Están presentes en regiones tropicales y subtropicales, con unas pocas extendiéndose en hábitats templados, usualmente húmedos. |

| Las mayacáceas con su único género, Mayaca, están distribuidas principalmente en los trópicos de América (incluyendo el sudeste de Estados Unidos), con una sola especie en África. Son hierbas pequeñas de los humedales, que se asemejan bastante a los licopodios: sus hojas son numerosas, dentadas apicalmente, dispuestas en espiral esparcidas por el tallo. Sus flores son rosas a blancas y parecen nacer de la axila de las hojas, y sus periantos están claramente diferenciadas en sépalos y pétalos. |

| Las turniáceas son una pequeña familia distribuida al sur de África y en el Amazonas, en la región de la Guyana. Pueden ser reconocidas por sus tallos erectos, sus hojas serradas, y sus flores pentacíclicas con perianto escarioso. |

| Los juncos (Juncus) junto con otros géneros que forman la familia de las juncáceas, han colonizado todos los ambientes en especial los de las zonas templadas, y se polinizan por viento. Las hojas, parecidas a las de los pastos, poseen vaina y lámina pero no tienen lígula. Las inflorescencias normalmente están condensadas en glomérulos terminales. Muchos miembros de esta familia lucen superficialmente como pastos, pero las flores poseen tépalos obvios, las hojas son trísticas, y los frutos son cápsulas. |

| Las ciperáceas son plantas graminiformes, muchas de ellas polinizadas por viento. Los tallos suelen ser más o menos triangulares en el corte transversal, sin hojas por encima de la base. La flor no posee perianto o lo posee muy reducido a escamas, cerdas o pelos. La inflorescencia básica de las ciperáceas es una espiguilla, al igual que la de los pastos, por eso en una época se las creía la familia más emparentada con los pastos, aunque ahora se sabe que no están especialmente emparentadas con ellos (están más cercanamente emparentadas a los juncos). Como pasa con los juncos, las ciperáceas pueden ser confundidas con los pastos, pero no tienen lígula, sus hojas son trísticas, y sus vainas son cerradas. Además, las flores de los pastos están encerradas por dos brácteas (la lemma y la pálea) mientras que las de las ciperáceas están encerradas por una sola bráctea. Quizás la ciperácea más utilizada haya sido Cyperus papyrus, con la que se fabricaban los papiros en el antiguo Egipto. |

| Las anartriáceas están distribuidas en el oeste de Australia, y hasta hace poco se incluían sus géneros en las restionáceas. Son plantas dioicas con lígula en las hojas, inflorescencia racimosa, las flores masculinas con polen operculado y las femeninas con las piezas del gineceo opuestas a las del perianto externo. Los tres géneros que la componen (Anarthria, Hopkinsia, Lyginia) están unidos por los análisis moleculares de ADN, pero son bien distintivos morfológicamente. |

| Las centrolepidáceas están distribuidas en Hainan, Indochina y Malesia a Nueva Zelanda, con un género en el sur de Sudamérica (Gaimardia). Son hierbas más bien pequeñas, más o menos cespitosas. La inflorescencia nace al final de un escapo, y es espigada o capitada y tiene involucro. |

| Las restionáceas están distribuidas en el sudoeste de África (incluido Madagascar), Hainan y Vietnam a Nueva Zelanda (especialmente el sudoeste de Australia), y un género (Apodasmia) en Chile. Son hierbas, a veces bastante grandes, con hojas bastante reducidas. Las flores son pequeñas, imperfectas, usualmente con perianto, y la inflorescencia es una espiguilla. |

| Las flagelariáceas, con su único género Flagellaria, están distribuidas en los trópicos del Viejo Mundo, hasta las islas del Pacífico. Son plantas parecidas a los pastos, robustas, trepadoras, que pueden ser reconocidas por sus hojas, que terminan en un zarcillo que la planta utiliza para sostenerse. Las inflorescencias son más bien grandes y en forma de panícula, y poseen muchas flores pequeñas, perfectas. |

| Las joinvileáceas, con su único género Joinvillea, están distribuidas en la península de Malasia hasta el Pacífico. Son plantas parecidas a pastos, robustas, con hojas plicadas e inflorescencias terminales en forma de panículas, con flores pequeñas, perfectas, amarronadas. |

| Las ecdeiocoleáceas poseen dos géneros monotípicos en el sudoeste de Australia. Las hojas son reducidas, con vaina cerrada y aurículas. Las plantas son monoicas, con el tallo ramificado, con inflorescencias parecidas a las espiguillas, el perianto tiene seis piezas en total, siendo 4 piezas planas y las otras dos conduplicadas y formando una quilla. El fruto es seco, con una sola semilla. |

| Las poáceas, también llamadas gramíneas, entre los que se encuentran muchas de las forrajeras más importantes y los cereales, son la familia económicamente más importante de todas las angiospermas. En general son hierbas (aunque los bambúes pueden ser leñosos y grandes), sus tallos son cañas macizas en los nudos y huecas en los entrenudos, las hojas son muy características y están compuestas por vaina y limbo, entre ellos está presente una lígula. La inflorescencia es también muy característica, es llamada "espiguilla", está encerrada a los lados por dos brácteas llamadas glumas, y cada flor de la espiguilla está encerrada a su vez por dos brácteas más llamadas lemma y pálea. El perianto de la flor está muy reducido y las anteras son largas y expuestas, así como también los estigmas de los carpelos, evidenciando la polinización por viento que ocurre en la familia. El fruto se llama "grano" o "cariopse", es un fruto seco indehiscente similar a un aquenio pero con el pericarpio fusionado a la semilla. Las gramíneas han conquistado prácticamente todos los hábitats y regiones del planeta, siendo la familia dominante de muchos ecosistemas, como las praderas y las sabanas. Gramíneas importantes para la alimentación humana son la caña de azúcar, el trigo, el maíz, el arroz, la cebada, el sorgo, la avena, el mijo. Entre las gramíneas utilizadas como forrajeras se encuentran plantas de los géneros Bromus, Festuca y Lolium, entre otros. |

## Filogenia
Introducción teórica en Filogenia
La monofilia del orden, como aquí delimitado, tiene buen sostén de los análisis moleculares de ADN (Chase et al. 1995, 2000, 2006, Davis et al. 2004, Graham et al. 2006, Soltis et al. 2000). Las posibles sinapomorfías morfológicas ya fueron expuestas en la sección de caracteres.
Eriocaulaceae, Poaceae, Cyperaceae y Juncaceae al menos tienen raíces laterales que se originan opuestas al floema del tejido vascular, en Restionaceae y Bromeliaceae se originan opuestas al xilema. Al menos algunos grupos de Poaceae y Cyperaceae tienen las paredes epidérmicas externas de sus raíces con una orientación de la celulosa distintiva, mientras que algunos Typhaceae y Bromeliaceae no las tienen (Kerstens y Verbelen 2002,) pero el muestreo aún es muy bajo para sacar conclusiones.
Algunos autores han puesto objeciones a la inclusión de tantas familias en Poales (por ejemplo Judd et al. 1999, pero no en la segunda edición de 2002 ni en la tercera del 2007), argumentando que el orden es muy grande y diverso, pero en esa época las relaciones entre las familias eran muy imprecisas como para justificar el reconocimiento de órdenes adicionales extraídos de este clado, además de que sí fueron reconocidos otros órdenes, como Asparagales o Commelinales, que competían con Poales en tamaño o diversidad, finalmente, Poales sensu lato tiene una edad comparable a la de otros clados que también fueron ubicados en la categoría taxonómica de orden, por lo que debería ser ubicado en esa categoría si se pretende tener en la misma categoría taxonómica a clados que posean más o menos la misma edad (Bremer 2002). Para no reconocer como orden a Poales como aquí circunscripto, Judd et al. (1999) también debieron reconocer muchos órdenes monotípicos, como Typhales y Bromeliales. Hoy en día, tanto Judd et al. (2007) como sistemas de clasificación modernos como el APG II (2003) y el APWeb (2001 en adelante), circunscriben a Poales en sentido amplio, que es como aquí está expuesto.
Chase et al. (2005) encontró al menos algo de apoyo para dos subclados que Judd et al. (1999) reconocieron como órdenes: Juncales (100 % de bootstrap), con las familias Cyperaceae, Juncaceae, Thurniaceae y Poales sensu stricto (73 % de bootstrap), con las familias Anarthriaceae, Centrolepidaceae, Flagellariaceae, Joinvilleaceae, Ecdeiocoleaceae y Poaceae. En ediciones posteriores del libro los clados fueron llamados "el clado de las ciperáceas/juncos" y "el núcleo de los Poales".
Los clados principales de Poales se representan en el siguiente cladograma (Judd et al. 2007):
|  | Xyridaceae    |
|  |               |
|  | Eriocaulaceae |
|  |               |

|  | Cyperaceae |
|  |            |
|  | Juncaceae  |
|  |            |

|  | Flagellariaceae                                            |
|  |                                                            |
|  | \| \| Poaceae \| \| \| \| \| \| Joinvilleaceae \| \| \| \| |
|  |                                                            |
|  | Poaceae                                                    |
|  |                                                            |
|  | Joinvilleaceae                                             |
|  |                                                            |

|  | Poaceae        |
|  |                |
|  | Joinvilleaceae |
|  |                |

|  | Flagellariaceae                                            |
|  |                                                            |
|  | \| \| Poaceae \| \| \| \| \| \| Joinvilleaceae \| \| \| \| |
|  |                                                            |
|  | Poaceae                                                    |
|  |                                                            |
|  | Joinvilleaceae                                             |
|  |                                                            |

|  | Poaceae        |
|  |                |
|  | Joinvilleaceae |
|  |                |

|  | Xyridaceae    |
|  |               |
|  | Eriocaulaceae |
|  |               |

|  | Cyperaceae |
|  |            |
|  | Juncaceae  |
|  |            |

|  | Flagellariaceae                                            |
|  |                                                            |
|  | \| \| Poaceae \| \| \| \| \| \| Joinvilleaceae \| \| \| \| |
|  |                                                            |
|  | Poaceae                                                    |
|  |                                                            |
|  | Joinvilleaceae                                             |
|  |                                                            |

|  | Poaceae        |
|  |                |
|  | Joinvilleaceae |
|  |                |

|  | Flagellariaceae                                            |
|  |                                                            |
|  | \| \| Poaceae \| \| \| \| \| \| Joinvilleaceae \| \| \| \| |
|  |                                                            |
|  | Poaceae                                                    |
|  |                                                            |
|  | Joinvilleaceae                                             |
|  |                                                            |

|  | Poaceae        |
|  |                |
|  | Joinvilleaceae |
|  |                |

|  | Xyridaceae    |
|  |               |
|  | Eriocaulaceae |
|  |               |

|  | Cyperaceae |
|  |            |
|  | Juncaceae  |
|  |            |

|  | Flagellariaceae                                            |
|  |                                                            |
|  | \| \| Poaceae \| \| \| \| \| \| Joinvilleaceae \| \| \| \| |
|  |                                                            |
|  | Poaceae                                                    |
|  |                                                            |
|  | Joinvilleaceae                                             |
|  |                                                            |

|  | Poaceae        |
|  |                |
|  | Joinvilleaceae |
|  |                |

|  | Flagellariaceae                                            |
|  |                                                            |
|  | \| \| Poaceae \| \| \| \| \| \| Joinvilleaceae \| \| \| \| |
|  |                                                            |
|  | Poaceae                                                    |
|  |                                                            |
|  | Joinvilleaceae                                             |
|  |                                                            |

|  | Poaceae        |
|  |                |
|  | Joinvilleaceae |
|  |                |

|  | Xyridaceae    |
|  |               |
|  | Eriocaulaceae |
|  |               |

|  | Cyperaceae |
|  |            |
|  | Juncaceae  |
|  |            |

|  | Flagellariaceae                                            |
|  |                                                            |
|  | \| \| Poaceae \| \| \| \| \| \| Joinvilleaceae \| \| \| \| |
|  |                                                            |
|  | Poaceae                                                    |
|  |                                                            |
|  | Joinvilleaceae                                             |
|  |                                                            |

|  | Poaceae        |
|  |                |
|  | Joinvilleaceae |
|  |                |

|  | Flagellariaceae                                            |
|  |                                                            |
|  | \| \| Poaceae \| \| \| \| \| \| Joinvilleaceae \| \| \| \| |
|  |                                                            |
|  | Poaceae                                                    |
|  |                                                            |
|  | Joinvilleaceae                                             |
|  |                                                            |

|  | Poaceae        |
|  |                |
|  | Joinvilleaceae |
|  |                |

El cladograma completo, según el APWeb (a enero de 2009):
|  | Typhaceae (Typha + Sparganium) |
|  |                                |
|  | Bromeliaceae                   |
|  |                                |

|  | Xyridaceae    |
|  |               |
|  | Eriocaulaceae |
|  |               |

|  | Thurniaceae                                              |
|  |                                                          |
|  | \| \| Cyperaceae \| \| \| \| \| \| Juncaceae \| \| \| \| |
|  |                                                          |
|  | Cyperaceae                                               |
|  |                                                          |
|  | Juncaceae                                                |
|  |                                                          |

|  | Cyperaceae |
|  |            |
|  | Juncaceae  |
|  |            |

|  | Anarthriaceae                                                     |
|  |                                                                   |
|  | \| \| Centrolepidaceae \| \| \| \| \| \| Restionaceae \| \| \| \| |
|  |                                                                   |
|  | Centrolepidaceae                                                  |
|  |                                                                   |
|  | Restionaceae                                                      |
|  |                                                                   |

|  | Centrolepidaceae |
|  |                  |
|  | Restionaceae     |
|  |                  |

|  | \| \| Joinvilleaceae \| \| \| \| \| \| Ecdeiocoleaceae \| \| \| \| |
|  |                                                                    |
|  | Poaceae                                                            |
|  |                                                                    |
|  | Joinvilleaceae                                                     |
|  |                                                                    |
|  | Ecdeiocoleaceae                                                    |
|  |                                                                    |

|  | Joinvilleaceae  |
|  |                 |
|  | Ecdeiocoleaceae |
|  |                 |

|  | \| \| Joinvilleaceae \| \| \| \| \| \| Ecdeiocoleaceae \| \| \| \| |
|  |                                                                    |
|  | Poaceae                                                            |
|  |                                                                    |
|  | Joinvilleaceae                                                     |
|  |                                                                    |
|  | Ecdeiocoleaceae                                                    |
|  |                                                                    |

|  | Joinvilleaceae  |
|  |                 |
|  | Ecdeiocoleaceae |
|  |                 |

|  | Anarthriaceae                                                     |
|  |                                                                   |
|  | \| \| Centrolepidaceae \| \| \| \| \| \| Restionaceae \| \| \| \| |
|  |                                                                   |
|  | Centrolepidaceae                                                  |
|  |                                                                   |
|  | Restionaceae                                                      |
|  |                                                                   |

|  | Centrolepidaceae |
|  |                  |
|  | Restionaceae     |
|  |                  |

|  | \| \| Joinvilleaceae \| \| \| \| \| \| Ecdeiocoleaceae \| \| \| \| |
|  |                                                                    |
|  | Poaceae                                                            |
|  |                                                                    |
|  | Joinvilleaceae                                                     |
|  |                                                                    |
|  | Ecdeiocoleaceae                                                    |
|  |                                                                    |

|  | Joinvilleaceae  |
|  |                 |
|  | Ecdeiocoleaceae |
|  |                 |

|  | \| \| Joinvilleaceae \| \| \| \| \| \| Ecdeiocoleaceae \| \| \| \| |
|  |                                                                    |
|  | Poaceae                                                            |
|  |                                                                    |
|  | Joinvilleaceae                                                     |
|  |                                                                    |
|  | Ecdeiocoleaceae                                                    |
|  |                                                                    |

|  | Joinvilleaceae  |
|  |                 |
|  | Ecdeiocoleaceae |
|  |                 |

|  | Xyridaceae    |
|  |               |
|  | Eriocaulaceae |
|  |               |

|  | Thurniaceae                                              |
|  |                                                          |
|  | \| \| Cyperaceae \| \| \| \| \| \| Juncaceae \| \| \| \| |
|  |                                                          |
|  | Cyperaceae                                               |
|  |                                                          |
|  | Juncaceae                                                |
|  |                                                          |

|  | Cyperaceae |
|  |            |
|  | Juncaceae  |
|  |            |

|  | Anarthriaceae                                                     |
|  |                                                                   |
|  | \| \| Centrolepidaceae \| \| \| \| \| \| Restionaceae \| \| \| \| |
|  |                                                                   |
|  | Centrolepidaceae                                                  |
|  |                                                                   |
|  | Restionaceae                                                      |
|  |                                                                   |

|  | Centrolepidaceae |
|  |                  |
|  | Restionaceae     |
|  |                  |

|  | \| \| Joinvilleaceae \| \| \| \| \| \| Ecdeiocoleaceae \| \| \| \| |
|  |                                                                    |
|  | Poaceae                                                            |
|  |                                                                    |
|  | Joinvilleaceae                                                     |
|  |                                                                    |
|  | Ecdeiocoleaceae                                                    |
|  |                                                                    |

|  | Joinvilleaceae  |
|  |                 |
|  | Ecdeiocoleaceae |
|  |                 |

|  | \| \| Joinvilleaceae \| \| \| \| \| \| Ecdeiocoleaceae \| \| \| \| |
|  |                                                                    |
|  | Poaceae                                                            |
|  |                                                                    |
|  | Joinvilleaceae                                                     |
|  |                                                                    |
|  | Ecdeiocoleaceae                                                    |
|  |                                                                    |

|  | Joinvilleaceae  |
|  |                 |
|  | Ecdeiocoleaceae |
|  |                 |

|  | Anarthriaceae                                                     |
|  |                                                                   |
|  | \| \| Centrolepidaceae \| \| \| \| \| \| Restionaceae \| \| \| \| |
|  |                                                                   |
|  | Centrolepidaceae                                                  |
|  |                                                                   |
|  | Restionaceae                                                      |
|  |                                                                   |

|  | Centrolepidaceae |
|  |                  |
|  | Restionaceae     |
|  |                  |

|  | \| \| Joinvilleaceae \| \| \| \| \| \| Ecdeiocoleaceae \| \| \| \| |
|  |                                                                    |
|  | Poaceae                                                            |
|  |                                                                    |
|  | Joinvilleaceae                                                     |
|  |                                                                    |
|  | Ecdeiocoleaceae                                                    |
|  |                                                                    |

|  | Joinvilleaceae  |
|  |                 |
|  | Ecdeiocoleaceae |
|  |                 |

|  | \| \| Joinvilleaceae \| \| \| \| \| \| Ecdeiocoleaceae \| \| \| \| |
|  |                                                                    |
|  | Poaceae                                                            |
|  |                                                                    |
|  | Joinvilleaceae                                                     |
|  |                                                                    |
|  | Ecdeiocoleaceae                                                    |
|  |                                                                    |

|  | Joinvilleaceae  |
|  |                 |
|  | Ecdeiocoleaceae |
|  |                 |

|  | Xyridaceae    |
|  |               |
|  | Eriocaulaceae |
|  |               |

|  | Thurniaceae                                              |
|  |                                                          |
|  | \| \| Cyperaceae \| \| \| \| \| \| Juncaceae \| \| \| \| |
|  |                                                          |
|  | Cyperaceae                                               |
|  |                                                          |
|  | Juncaceae                                                |
|  |                                                          |

|  | Cyperaceae |
|  |            |
|  | Juncaceae  |
|  |            |

|  | Anarthriaceae                                                     |
|  |                                                                   |
|  | \| \| Centrolepidaceae \| \| \| \| \| \| Restionaceae \| \| \| \| |
|  |                                                                   |
|  | Centrolepidaceae                                                  |
|  |                                                                   |
|  | Restionaceae                                                      |
|  |                                                                   |

|  | Centrolepidaceae |
|  |                  |
|  | Restionaceae     |
|  |                  |

|  | \| \| Joinvilleaceae \| \| \| \| \| \| Ecdeiocoleaceae \| \| \| \| |
|  |                                                                    |
|  | Poaceae                                                            |
|  |                                                                    |
|  | Joinvilleaceae                                                     |
|  |                                                                    |
|  | Ecdeiocoleaceae                                                    |
|  |                                                                    |

|  | Joinvilleaceae  |
|  |                 |
|  | Ecdeiocoleaceae |
|  |                 |

|  | \| \| Joinvilleaceae \| \| \| \| \| \| Ecdeiocoleaceae \| \| \| \| |
|  |                                                                    |
|  | Poaceae                                                            |
|  |                                                                    |
|  | Joinvilleaceae                                                     |
|  |                                                                    |
|  | Ecdeiocoleaceae                                                    |
|  |                                                                    |

|  | Joinvilleaceae  |
|  |                 |
|  | Ecdeiocoleaceae |
|  |                 |

|  | Anarthriaceae                                                     |
|  |                                                                   |
|  | \| \| Centrolepidaceae \| \| \| \| \| \| Restionaceae \| \| \| \| |
|  |                                                                   |
|  | Centrolepidaceae                                                  |
|  |                                                                   |
|  | Restionaceae                                                      |
|  |                                                                   |

|  | Centrolepidaceae |
|  |                  |
|  | Restionaceae     |
|  |                  |

|  | \| \| Joinvilleaceae \| \| \| \| \| \| Ecdeiocoleaceae \| \| \| \| |
|  |                                                                    |
|  | Poaceae                                                            |
|  |                                                                    |
|  | Joinvilleaceae                                                     |
|  |                                                                    |
|  | Ecdeiocoleaceae                                                    |
|  |                                                                    |

|  | Joinvilleaceae  |
|  |                 |
|  | Ecdeiocoleaceae |
|  |                 |

|  | \| \| Joinvilleaceae \| \| \| \| \| \| Ecdeiocoleaceae \| \| \| \| |
|  |                                                                    |
|  | Poaceae                                                            |
|  |                                                                    |
|  | Joinvilleaceae                                                     |
|  |                                                                    |
|  | Ecdeiocoleaceae                                                    |
|  |                                                                    |

|  | Joinvilleaceae  |
|  |                 |
|  | Ecdeiocoleaceae |
|  |                 |

|  | Xyridaceae    |
|  |               |
|  | Eriocaulaceae |
|  |               |

|  | Thurniaceae                                              |
|  |                                                          |
|  | \| \| Cyperaceae \| \| \| \| \| \| Juncaceae \| \| \| \| |
|  |                                                          |
|  | Cyperaceae                                               |
|  |                                                          |
|  | Juncaceae                                                |
|  |                                                          |

|  | Cyperaceae |
|  |            |
|  | Juncaceae  |
|  |            |

|  | Anarthriaceae                                                     |
|  |                                                                   |
|  | \| \| Centrolepidaceae \| \| \| \| \| \| Restionaceae \| \| \| \| |
|  |                                                                   |
|  | Centrolepidaceae                                                  |
|  |                                                                   |
|  | Restionaceae                                                      |
|  |                                                                   |

|  | Centrolepidaceae |
|  |                  |
|  | Restionaceae     |
|  |                  |

|  | \| \| Joinvilleaceae \| \| \| \| \| \| Ecdeiocoleaceae \| \| \| \| |
|  |                                                                    |
|  | Poaceae                                                            |
|  |                                                                    |
|  | Joinvilleaceae                                                     |
|  |                                                                    |
|  | Ecdeiocoleaceae                                                    |
|  |                                                                    |

|  | Joinvilleaceae  |
|  |                 |
|  | Ecdeiocoleaceae |
|  |                 |

|  | \| \| Joinvilleaceae \| \| \| \| \| \| Ecdeiocoleaceae \| \| \| \| |
|  |                                                                    |
|  | Poaceae                                                            |
|  |                                                                    |
|  | Joinvilleaceae                                                     |
|  |                                                                    |
|  | Ecdeiocoleaceae                                                    |
|  |                                                                    |

|  | Joinvilleaceae  |
|  |                 |
|  | Ecdeiocoleaceae |
|  |                 |

|  | Anarthriaceae                                                     |
|  |                                                                   |
|  | \| \| Centrolepidaceae \| \| \| \| \| \| Restionaceae \| \| \| \| |
|  |                                                                   |
|  | Centrolepidaceae                                                  |
|  |                                                                   |
|  | Restionaceae                                                      |
|  |                                                                   |

|  | Centrolepidaceae |
|  |                  |
|  | Restionaceae     |
|  |                  |

|  | \| \| Joinvilleaceae \| \| \| \| \| \| Ecdeiocoleaceae \| \| \| \| |
|  |                                                                    |
|  | Poaceae                                                            |
|  |                                                                    |
|  | Joinvilleaceae                                                     |
|  |                                                                    |
|  | Ecdeiocoleaceae                                                    |
|  |                                                                    |

|  | Joinvilleaceae  |
|  |                 |
|  | Ecdeiocoleaceae |
|  |                 |

|  | \| \| Joinvilleaceae \| \| \| \| \| \| Ecdeiocoleaceae \| \| \| \| |
|  |                                                                    |
|  | Poaceae                                                            |
|  |                                                                    |
|  | Joinvilleaceae                                                     |
|  |                                                                    |
|  | Ecdeiocoleaceae                                                    |
|  |                                                                    |

|  | Joinvilleaceae  |
|  |                 |
|  | Ecdeiocoleaceae |
|  |                 |

|  | Typhaceae (Typha + Sparganium) |
|  |                                |
|  | Bromeliaceae                   |
|  |                                |

|  | Xyridaceae    |
|  |               |
|  | Eriocaulaceae |
|  |               |

|  | Thurniaceae                                              |
|  |                                                          |
|  | \| \| Cyperaceae \| \| \| \| \| \| Juncaceae \| \| \| \| |
|  |                                                          |
|  | Cyperaceae                                               |
|  |                                                          |
|  | Juncaceae                                                |
|  |                                                          |

|  | Cyperaceae |
|  |            |
|  | Juncaceae  |
|  |            |

|  | Anarthriaceae                                                     |
|  |                                                                   |
|  | \| \| Centrolepidaceae \| \| \| \| \| \| Restionaceae \| \| \| \| |
|  |                                                                   |
|  | Centrolepidaceae                                                  |
|  |                                                                   |
|  | Restionaceae                                                      |
|  |                                                                   |

|  | Centrolepidaceae |
|  |                  |
|  | Restionaceae     |
|  |                  |

|  | \| \| Joinvilleaceae \| \| \| \| \| \| Ecdeiocoleaceae \| \| \| \| |
|  |                                                                    |
|  | Poaceae                                                            |
|  |                                                                    |
|  | Joinvilleaceae                                                     |
|  |                                                                    |
|  | Ecdeiocoleaceae                                                    |
|  |                                                                    |

|  | Joinvilleaceae  |
|  |                 |
|  | Ecdeiocoleaceae |
|  |                 |

|  | \| \| Joinvilleaceae \| \| \| \| \| \| Ecdeiocoleaceae \| \| \| \| |
|  |                                                                    |
|  | Poaceae                                                            |
|  |                                                                    |
|  | Joinvilleaceae                                                     |
|  |                                                                    |
|  | Ecdeiocoleaceae                                                    |
|  |                                                                    |

|  | Joinvilleaceae  |
|  |                 |
|  | Ecdeiocoleaceae |
|  |                 |

|  | Anarthriaceae                                                     |
|  |                                                                   |
|  | \| \| Centrolepidaceae \| \| \| \| \| \| Restionaceae \| \| \| \| |
|  |                                                                   |
|  | Centrolepidaceae                                                  |
|  |                                                                   |
|  | Restionaceae                                                      |
|  |                                                                   |

|  | Centrolepidaceae |
|  |                  |
|  | Restionaceae     |
|  |                  |

|  | \| \| Joinvilleaceae \| \| \| \| \| \| Ecdeiocoleaceae \| \| \| \| |
|  |                                                                    |
|  | Poaceae                                                            |
|  |                                                                    |
|  | Joinvilleaceae                                                     |
|  |                                                                    |
|  | Ecdeiocoleaceae                                                    |
|  |                                                                    |

|  | Joinvilleaceae  |
|  |                 |
|  | Ecdeiocoleaceae |
|  |                 |

|  | \| \| Joinvilleaceae \| \| \| \| \| \| Ecdeiocoleaceae \| \| \| \| |
|  |                                                                    |
|  | Poaceae                                                            |
|  |                                                                    |
|  | Joinvilleaceae                                                     |
|  |                                                                    |
|  | Ecdeiocoleaceae                                                    |
|  |                                                                    |

|  | Joinvilleaceae  |
|  |                 |
|  | Ecdeiocoleaceae |
|  |                 |

|  | Xyridaceae    |
|  |               |
|  | Eriocaulaceae |
|  |               |

|  | Thurniaceae                                              |
|  |                                                          |
|  | \| \| Cyperaceae \| \| \| \| \| \| Juncaceae \| \| \| \| |
|  |                                                          |
|  | Cyperaceae                                               |
|  |                                                          |
|  | Juncaceae                                                |
|  |                                                          |

|  | Cyperaceae |
|  |            |
|  | Juncaceae  |
|  |            |

|  | Anarthriaceae                                                     |
|  |                                                                   |
|  | \| \| Centrolepidaceae \| \| \| \| \| \| Restionaceae \| \| \| \| |
|  |                                                                   |
|  | Centrolepidaceae                                                  |
|  |                                                                   |
|  | Restionaceae                                                      |
|  |                                                                   |

|  | Centrolepidaceae |
|  |                  |
|  | Restionaceae     |
|  |                  |

|  | \| \| Joinvilleaceae \| \| \| \| \| \| Ecdeiocoleaceae \| \| \| \| |
|  |                                                                    |
|  | Poaceae                                                            |
|  |                                                                    |
|  | Joinvilleaceae                                                     |
|  |                                                                    |
|  | Ecdeiocoleaceae                                                    |
|  |                                                                    |

|  | Joinvilleaceae  |
|  |                 |
|  | Ecdeiocoleaceae |
|  |                 |

|  | \| \| Joinvilleaceae \| \| \| \| \| \| Ecdeiocoleaceae \| \| \| \| |
|  |                                                                    |
|  | Poaceae                                                            |
|  |                                                                    |
|  | Joinvilleaceae                                                     |
|  |                                                                    |
|  | Ecdeiocoleaceae                                                    |
|  |                                                                    |

|  | Joinvilleaceae  |
|  |                 |
|  | Ecdeiocoleaceae |
|  |                 |

|  | Anarthriaceae                                                     |
|  |                                                                   |
|  | \| \| Centrolepidaceae \| \| \| \| \| \| Restionaceae \| \| \| \| |
|  |                                                                   |
|  | Centrolepidaceae                                                  |
|  |                                                                   |
|  | Restionaceae                                                      |
|  |                                                                   |

|  | Centrolepidaceae |
|  |                  |
|  | Restionaceae     |
|  |                  |

|  | \| \| Joinvilleaceae \| \| \| \| \| \| Ecdeiocoleaceae \| \| \| \| |
|  |                                                                    |
|  | Poaceae                                                            |
|  |                                                                    |
|  | Joinvilleaceae                                                     |
|  |                                                                    |
|  | Ecdeiocoleaceae                                                    |
|  |                                                                    |

|  | Joinvilleaceae  |
|  |                 |
|  | Ecdeiocoleaceae |
|  |                 |

|  | \| \| Joinvilleaceae \| \| \| \| \| \| Ecdeiocoleaceae \| \| \| \| |
|  |                                                                    |
|  | Poaceae                                                            |
|  |                                                                    |
|  | Joinvilleaceae                                                     |
|  |                                                                    |
|  | Ecdeiocoleaceae                                                    |
|  |                                                                    |

|  | Joinvilleaceae  |
|  |                 |
|  | Ecdeiocoleaceae |
|  |                 |

|  | Xyridaceae    |
|  |               |
|  | Eriocaulaceae |
|  |               |

|  | Thurniaceae                                              |
|  |                                                          |
|  | \| \| Cyperaceae \| \| \| \| \| \| Juncaceae \| \| \| \| |
|  |                                                          |
|  | Cyperaceae                                               |
|  |                                                          |
|  | Juncaceae                                                |
|  |                                                          |

|  | Cyperaceae |
|  |            |
|  | Juncaceae  |
|  |            |

|  | Anarthriaceae                                                     |
|  |                                                                   |
|  | \| \| Centrolepidaceae \| \| \| \| \| \| Restionaceae \| \| \| \| |
|  |                                                                   |
|  | Centrolepidaceae                                                  |
|  |                                                                   |
|  | Restionaceae                                                      |
|  |                                                                   |

|  | Centrolepidaceae |
|  |                  |
|  | Restionaceae     |
|  |                  |

|  | \| \| Joinvilleaceae \| \| \| \| \| \| Ecdeiocoleaceae \| \| \| \| |
|  |                                                                    |
|  | Poaceae                                                            |
|  |                                                                    |
|  | Joinvilleaceae                                                     |
|  |                                                                    |
|  | Ecdeiocoleaceae                                                    |
|  |                                                                    |

|  | Joinvilleaceae  |
|  |                 |
|  | Ecdeiocoleaceae |
|  |                 |

|  | \| \| Joinvilleaceae \| \| \| \| \| \| Ecdeiocoleaceae \| \| \| \| |
|  |                                                                    |
|  | Poaceae                                                            |
|  |                                                                    |
|  | Joinvilleaceae                                                     |
|  |                                                                    |
|  | Ecdeiocoleaceae                                                    |
|  |                                                                    |

|  | Joinvilleaceae  |
|  |                 |
|  | Ecdeiocoleaceae |
|  |                 |

|  | Anarthriaceae                                                     |
|  |                                                                   |
|  | \| \| Centrolepidaceae \| \| \| \| \| \| Restionaceae \| \| \| \| |
|  |                                                                   |
|  | Centrolepidaceae                                                  |
|  |                                                                   |
|  | Restionaceae                                                      |
|  |                                                                   |

|  | Centrolepidaceae |
|  |                  |
|  | Restionaceae     |
|  |                  |

|  | \| \| Joinvilleaceae \| \| \| \| \| \| Ecdeiocoleaceae \| \| \| \| |
|  |                                                                    |
|  | Poaceae                                                            |
|  |                                                                    |
|  | Joinvilleaceae                                                     |
|  |                                                                    |
|  | Ecdeiocoleaceae                                                    |
|  |                                                                    |

|  | Joinvilleaceae  |
|  |                 |
|  | Ecdeiocoleaceae |
|  |                 |

|  | \| \| Joinvilleaceae \| \| \| \| \| \| Ecdeiocoleaceae \| \| \| \| |
|  |                                                                    |
|  | Poaceae                                                            |
|  |                                                                    |
|  | Joinvilleaceae                                                     |
|  |                                                                    |
|  | Ecdeiocoleaceae                                                    |
|  |                                                                    |

|  | Joinvilleaceae  |
|  |                 |
|  | Ecdeiocoleaceae |
|  |                 |

|  | Xyridaceae    |
|  |               |
|  | Eriocaulaceae |
|  |               |

|  | Thurniaceae                                              |
|  |                                                          |
|  | \| \| Cyperaceae \| \| \| \| \| \| Juncaceae \| \| \| \| |
|  |                                                          |
|  | Cyperaceae                                               |
|  |                                                          |
|  | Juncaceae                                                |
|  |                                                          |

|  | Cyperaceae |
|  |            |
|  | Juncaceae  |
|  |            |

|  | Anarthriaceae                                                     |
|  |                                                                   |
|  | \| \| Centrolepidaceae \| \| \| \| \| \| Restionaceae \| \| \| \| |
|  |                                                                   |
|  | Centrolepidaceae                                                  |
|  |                                                                   |
|  | Restionaceae                                                      |
|  |                                                                   |

|  | Centrolepidaceae |
|  |                  |
|  | Restionaceae     |
|  |                  |

|  | \| \| Joinvilleaceae \| \| \| \| \| \| Ecdeiocoleaceae \| \| \| \| |
|  |                                                                    |
|  | Poaceae                                                            |
|  |                                                                    |
|  | Joinvilleaceae                                                     |
|  |                                                                    |
|  | Ecdeiocoleaceae                                                    |
|  |                                                                    |

|  | Joinvilleaceae  |
|  |                 |
|  | Ecdeiocoleaceae |
|  |                 |

|  | \| \| Joinvilleaceae \| \| \| \| \| \| Ecdeiocoleaceae \| \| \| \| |
|  |                                                                    |
|  | Poaceae                                                            |
|  |                                                                    |
|  | Joinvilleaceae                                                     |
|  |                                                                    |
|  | Ecdeiocoleaceae                                                    |
|  |                                                                    |

|  | Joinvilleaceae  |
|  |                 |
|  | Ecdeiocoleaceae |
|  |                 |

|  | Anarthriaceae                                                     |
|  |                                                                   |
|  | \| \| Centrolepidaceae \| \| \| \| \| \| Restionaceae \| \| \| \| |
|  |                                                                   |
|  | Centrolepidaceae                                                  |
|  |                                                                   |
|  | Restionaceae                                                      |
|  |                                                                   |

|  | Centrolepidaceae |
|  |                  |
|  | Restionaceae     |
|  |                  |

|  | \| \| Joinvilleaceae \| \| \| \| \| \| Ecdeiocoleaceae \| \| \| \| |
|  |                                                                    |
|  | Poaceae                                                            |
|  |                                                                    |
|  | Joinvilleaceae                                                     |
|  |                                                                    |
|  | Ecdeiocoleaceae                                                    |
|  |                                                                    |

|  | Joinvilleaceae  |
|  |                 |
|  | Ecdeiocoleaceae |
|  |                 |

|  | \| \| Joinvilleaceae \| \| \| \| \| \| Ecdeiocoleaceae \| \| \| \| |
|  |                                                                    |
|  | Poaceae                                                            |
|  |                                                                    |
|  | Joinvilleaceae                                                     |
|  |                                                                    |
|  | Ecdeiocoleaceae                                                    |
|  |                                                                    |

|  | Joinvilleaceae  |
|  |                 |
|  | Ecdeiocoleaceae |
|  |                 |

### Familias basales: Typhaceaesensu lato, Bromeliaceae
Bromeliaceae ha sido vista durante mucho tiempo como una familia aislada con relaciones poco claras (Dahlgren et al. 1985), que a través de su morfológicamente similar (pero ahora se sabe que lejanamente emparentada) Velloziaceae podría haber estado asociada a las lilioides, o quizás, si hubiera estado emparentada con Haemodoraceae y Pontederiaceae, como algunos suponían, podía haber estado asociada con Commelinales, o quizás también, a través de Eriocaulaceae y Xyridaceae, a Poales. Como efectivamente se demostró que es un miembro del clado basal de Poales, sus similitudes con Liliales y Commelinales deben ser probablemente simplesiomorfías. Las bromeliáceas son hierbas arrosetadas, muchas veces epífitas con pelos lepidotos y flores bracteadas.
Typha y Sparganium fueron ubicadas en sus propias familias monogenéricas por el APG II (2003,) pero algunos autores (Kubitzki 1998b, Judd et al. 2002, 2007, APWeb visitado en el 2009) las combinan en Typhaceae sensu lato, la circunscripción presentada aquí, ya que presentan muchos caracteres morfológicos compartidos. Los dos géneros son hierbas rizomatosas, emergentes o de charcos y cursos de agua, con hojas dísticas y flores pequeñas y numerosísimas dispuestas en inflorescencias complejas, siempre las flores femeninas están por debajo de las masculinas.
Typhaceae sensu lato y Bromeliaceae están aisladas y probablemente representan clados que divergieron tempranamente dentro del orden. Bremer (2002) determinó que Typhaceae sensu lato era el clado hermano de Bromeliaceae. Los caracteres que unen a las bromeliáceas con las tifáceas en sentido amplio incluyen la pérdida del gen mitocondrial sdh4 (Adams et al. 2002), una deleción de 3 nucleótidos en el gen atpA (Davis et al. 2004), la formación de un endosperma helobial y el tapete ameboide. Las diferencias principales son que Typhaceae es polinizada por viento, mientras que Bromeliaceae lo es por insectos. Estas familias forman un clado en los análisis moleculares pero el apoyo bootstrap no es muy alto (pero véase también Givnish et al. 2005, 2008; comparar con Givnish et al. 2006) El patrón general de transferencia de genes de la mitocondria al núcleo es interesante y sugiere que [Bromeliaceae + Typhaceae] es un clado hermano del resto de los Poales (Adams y Palmer 2003).
Bromeliaceae, Sparganium y Typha son muchas veces ramas basales de Poales (Givnish et al. 2005, 2008, también Graham et al. 2006). Graham et al. (2006) también encontraron una tasa de cambio acelerada en los genes cloroplastídicos que secuenciaron de Poales, pero no en ninguna de estas tres familias.

### Rapateaceae
Los caracteres que caracterizan al clado que sigue al desprendimiento de [Typhaceae + Bromeliaceae] son: poca acumulación de oxalato y el embrión diminuto y más o menos indiferenciado.
La exacta condición del embrión del ancestro de este grupo es poco clara. Malcomber et al. (2006) describió el embrión de Joinvilleaceae y Ecdeiocoleaceae como indiferenciado, los embriones de Centrolepidaceae parecen ser indiferenciados (Hamann 1975), los de Restionaceae, largamente indiferenciados (Linder et al. 1998a, b, c), los de Mayacaceae, indiferenciados (Stevenson 1998), los de Eriocaulaceae, "pobremente diferenciados" o "sin diferenciación exomorfológica" (Stützel 1998). Los embriones del grupo Cyperaceae son descriptos como pequeños, pero son más o menos diferenciados. Más allá del estado de diferenciación, el embrión es ancho.
Para la acumulación de oxalato, ver Zindler-Frank (1976), a la fecha de edición de este artículo (enero de 2009) no se conoce la acumulación de oxalato en Xyridaceae ni Eriocaulaceae (el último al menos tiene cristales de oxalato de calcio) ni en las familias más pequeñas del clado Anarthriaceae-Poacaeae.
Rapateaceae son hierbas arrosetadas que pueden alcanzar tamaños enormes, sus flores están dispuestas en inflorescencias al final de un escapo, las flores son grandes con dos verticilos de perianto y seis anteras de dehiscencia poricida. Debido a sus caracteres morfológicos muchos autores la compararon con Xyridaceae (como Cronquist 1981, Dahlgren et al. 1985), pero hoy en día está clara su posición como hermana del clado que contiene a todas las Poales salvo Typhaceae y Bromeliaceae (es decir, Xyridaceae, Cyperaceae, Poaceae y familias afines); lo que indica que sus parecidos son Xyridaceae con paralelismos. En algunos análisis Rapateaceae llegó a aparecer como hermana de los demás Poales (por ejemplo en Davis et al. 2004), pero el apoyo era muy bajo. Rapateaceae tiene una distribución muy particular: se encuentra en áreas aisladas de Sudamérica y el oeste de África, esta distribución se asemeja a la de Bromeliaceae y a la de Xyridaceae. Bromeliaceae y Rapateaceae poseen nectarios septales.

### Poales no basales
El clado que sigue al desprendimiento de las rapateáceas está bien sostenido por los análisis moleculares de ADN. No está claro cuáles son los caracteres fuera de los de ADN que unan a este clado, pueden mencionarse el polen trinucleado, la ausencia de nectarios septales y los óvulos tenuinucelados, y quizás también la presencia de isoflavonoides. Dentro de este clado bastante grande, se vislumbran varios subclados bien definidos: (Xyridaceae + Eriocaulaceae), la enigmática Mayacaceae, el clado de las ciperáceas-juncos, y el núcleo de los Poales. Antes también se incluía aquí a Hydatellaceae, otra enigmática familia.
Hay sostén para unir a todas estas familias en un clado (Givnish et al. 2005, Chase et al. 2006), lo cual puede ser compatible con la distribución de la deleción de la repetición inversa ORF 2280 del genoma del cloroplasto y la ausencia de un gen completo accD (Hahn et al. 1995, Katayama y Ogihara 1996).
El clado [Xyridaceae + Eriocaulaceae], la familia Mayacaceae y el clado de las ciperáceas-juncos, podrían formar un clado. Los caracteres que lo unirían serían la presencia de flavonoides, las hojas de disposición espiral, las anteras basifijas, el cáliz persistente en el fruto, las deleciones en la región genómica ORF 2280, la pérdida del gen cloroplastídico accD y la pérdida del gen mitocondrial sdh4. Kubitzki 1998c, incluyó las 3 primeras familias en Xyridales, que también incluía a Rapateaceae). Para las tres primeras había algo de evidencia, y solo quizás, pero sin mucha probabilidad, se podía incluir a Rapateaceae, en Givnish et al. (2005). Bremer (2002) notó que Mayacaceae (e Hydatellaceae) podía estar asociada débilmente a Xyridaceae o Eriocaulaceae, pero dependía de qué taxones eran incluidos en el análisis, y había una serie de brazos largos en esa área del árbol por lo que decidió excluir esas dos familias de su análisis final. Davis et al. (2004) encontraron un conjunto más complejo de relaciones, pero con bajo apoyo. Algunos análisis asocian a Mayacaceae con Rapateaceae, y los dos tienen anteras poricidas. Campbell et al. (2001) encontraron a Mayacaceae asociada con [Eriocaulaceae + Xyridaceae]. En conclusión, las relaciones en esta sección del árbol permanecen poco claras.

### Xyridaceae + Eriocaulaceae
Eriocaulaceae ("las Compositae de las monocotiledóneas") y Xyridaceae (el pasto de ojos amarillos) están unidas por sus caracteres de ADN, pero también fueron ampliamente reconocidas como clado en el pasado debido a sus caracteres morfológicos: su hábito distintivo (son plantas en roseta con un agregado denso de flores en un escapo), sus hojas estrictamente basales con estomas paracíticos, las inflorescencias capitadas con flores dímeras, el perianto que consta de cáliz y corola, las anteras adnatas a la corola, el polen espinulado/equinado, y los óvulos con megaesporangio de pared delgada (Dahlgren et al. 1985, Linder y Kellogg 1995).
Nótese que Eriocaulaceae tiene un escapo sin brácteas (es decir, es un "escapo verdadero"), mientras que el escapo de Xyridaceae puede tener brácteas de la mitad hacia arriba.

### Hydatellaceae
Hydatellaceae era considerada un miembro de Poales, pero era difícil de ubicar en el árbol filgenético: Bremer (2002) tuvo dificultades obteniendo secuencias de ADN de esta familia, y también las tuvo Chase et al. (2005). Hydatellaceae es una familia anómala en muchos caracteres: las inflorescencias tienen flores diminutas sin perianto y emergen de hojas basales, delgadas y filiformes, el endosperma es celular (entre las monocotiledóneas es un carácter solo presente en Araceae), y las semillas son pequeñas y con la función de almacenamiento llevada a cabo por un perisperma con almidón. Los dos géneros de Hydatellaceae fueron anteriormente incluidos en Centrolepidaceae, que también son pequeñas y adaptadas a condiciones de inundación estacional. Ya Dahlgren et al. (1985) concluían que "su inclusión aun en un superorden sería forzada". Tanto el APG II (2003) como Soltis et al. (2005) confiaban su inclusión en Poales, pero finalmente en el 2007 se determinó que la familia estaba en lugar completamente equivocado, siendo en realidad clado hermano de Nymphaeaceae sensu lato (Saarela et al. 2007), por lo que se lo reubicó en el orden Nymphaeales (¡un orden de dicotiledóneas basales!).

### Mayacaceae
Mayacaceae también es una familia anómala difícil de ubicar en el árbol filogenético, y Bremer (2002) también obtuvo dificultades en obtener secuencias de esta familia. La morfología de esta familia es inusual, tiene un aspecto muy parecido a los licopodios, salvo por el hecho de que Mayacaceae es acuática. Las mayacáceas tienen hojas dispuestas en espiral con dientes apicales y flores que nacen en la axila de las hojas, con cáliz y corola claramente distinguidos, y tres estambres.

### Clado ciperáceas-juncos
Cyperaceae y Juncaceae (junto con Thurniaceae) forman el clado ciperáceas/juncos. Este grupo es monofilético, tanto por la morfología como por las secuencias rbcL (Plunkett et al. 1995, Simpson 1995). Entre las sinapomorfías morfológicas se incluyen los tallos macizos, las hojas trísticas, el polen en tétradas (3 de los granos reducidos en Cyperaceae), el inusual carácter de los cromosomas con centrómero difuso, y algunos detalles del embrión y del desarrollo del polen (Plunkett et al. 1995, Simpson 1995, Munro y Linder 1998, ver lista completa de caracteres en el APWeb). Los miembros del clado ciperáceas/juncos son anemófilos (polinizados por viento), superficialmente con aspecto de pastos, y muchas veces confundidos con pastos (poáceas). Una forma de distinguirlos de los pastos es notar que algunas (aunque no todas) las ciperáceas tienen tallos triangulares, y algunas (pero no todas) las poáceas tienen tallos huecos, y las juncáceas tienen tallos redondos y macizos.
Toda la evidencia sostiene que Cyperaceae es monofilético, evidencia basada en secuencias rbcL (Muasya et al. 1998, Jones et al. 2007).
En cambio la monofilia de Juncaceae no estuvo clara hasta hace poco, aun cuando ya se sabía que debía excluirse de ella a Prionium (ahora en Thurniaceae). Dos estudios encontraron que Juncaceae no era monofilética, ya que Oxychloe fue encontrado como embebido en Cyperaceae, o hermano del resto de Cyperaceae, por Plunkett et al. 1995, y Muasya et al. 1998. Sin embargo estudios posteriores determinaron que ese género debía pertenecer a Juncaceae, así que las dos familias son monofiléticas (Roalson 2005 con datos de secuencias ITS, Jones et al. 2007 con una combinación de genes). Según Soltis et al. (2005), lo que debe haber pasado en los análisis de Plunkett et al. (1995) y Muasya et al. (1998), es que el primero puede haber utilizado una colección de hojas que era una mezcla de Oxychloe con una ciperácea, y casi seguramente secuenciaron la ciperácea, mientras que en el último la muestra debe haber estado contaminada.
Thurniaceae puede ser hermano del resto del clado ciperáceas/juncos (Plunkett et al. 1995, Munro y Linder 1997). El género Prionium fue a veces ubicado en Juncaceae, pero ubicado en Thurniaceae según los últimos datos moleculares (Munro y Linder 1998).

### Núcleo de los Poales
El núcleo de los Poales (también conocido como el "clado graminoide") incluye a Flagellariaceae, Restionaceae, Joinvilleaceae, y Poaceae, y algunas otras familias más pequeñas. Poaceae es cosmopolita, pero el resto de las familias son hierbas del Hemisferio Sur y especialmente de la región del Océano Pacífico. La familia más grande después de Poaceae en el núcleo de los Poales es Restionaceae, que crece principalmente en Sudáfrica y Australia. La monofilia del núcleo de los Poales está sostenida tanto por caracteres morfológicos como moleculares (Dahlgren y Rasmussen 1983, Dahlgren et al. 1985, Kellogg y Linder 1995, Linder y Kellogg 1995, Briggs et al. 2000, Chase et al. 2000, 2006, Soltis et al. 2000, Stevenson et al. 2000, Michelangeli et al. 2003), entre las sinapomorfías morfológicas se incluyen las hojas dísticas, con base envainadora con vaina abierta alrededor del tallo, los estomas con células de guarda con forma de pesas, las flores pequeñas con estigma plumoso con ramificación pinnada y con carpelos con un único óvulo, apical y ortótropo, el polen monoporado con elevaciones alrededor del poro, el desarrollo del endosperma nuclear, y algunos caracteres del embrión (Endress 1995a, Kellogg y Linder 1995, Soreng y Davis 1998, ver lista completa de caracteres en el APWeb). El clado también muestra deleciones en la región ORF 2280 del genoma del cloroplasto. La mayoría de las familias del núcleo de los Poales es pequeña en términos del número de géneros y especies (a excepción de Restionaceae y Poaceae).
Lo que Soltis et al. (2005) definen como "el clado Restionaceae" está compuesto por [Anarthriaceae [Centrolepidaceae + Restionaceae]]. Estas familias comparten que son plantas dioicas, el clorénquima con células en forma de estaca ("peg"), y las anteras dorsifijas. Linder et al. (2000) sugirieron unir a las 3 familias en un Restionaceae sensu lato porque tienen la anatomía del tallo distintiva de esa familia, Lyginia además tiene almidón en el saco embrionario, como Restionaceae. Soltis et al. (2005) están de acuerdo con que el reconocimiento de Lyginiaceae y Hopkinsiaceae como el de Anarthriaceae (todos monogenéricos) introducen redundancia en la clasificación. Centrolepidacaee puede ser una forma pedomórfica (es decir, haber retenido en el adulto los caracteres juveniles) de Restionaceae (Linder et al. 2000), las dos familias son claramente hermanas (100 % de bootstrap, Chase et al. 2005. El APWeb a enero de 2009 aún mantiene a las tres familias separadas.
El "clado Restionaceae" es hermano del resto del núcleo de los Poales, que incluye a Flagellariaceae, Joinvilleaceae, y Ecdeiocoleaceae como clados hermanos sucesivos de Poaceae.
Poaceae (=Gramineae) es una de las familias de angiospermas más diversas y más importantes. Todavía se están haciendo los estudios moleculares pertinentes para que emerjan las relaciones de parentesco dentro de esta familia. En ese sentido, fue un importante esfuerzo el haber reunido al Grass Phylogeny Working Group (GPWG, "Grupo de trabajo para la filogenia de las gramíneas") que se expidió con una publicación en el año 2000. Puede verse la evolución posterior de su filogenia en el APWeb.

## Taxonomía
Introducción teórica en Taxonomía
El orden fue reconocido por el APG III (2009), el Linear APG III (2009) le asignó los números de familia de 91 a 106. El orden ya había sido reconocido por el APG II (2003).
Taxones superiores: Reino Plantae (plantas), División Magnoliophyta (angiospermas), Clase Liliopsida (monocotiledóneas), subclase Commelinidae (comelínidas).
Circunscripción: El sistema del APG III y el APWeb (visitado en enero de 2011) reconocen a las siguientes familias en este orden:
- Typhaceae (incl. Sparganiaceae)(familia n.º 91)
- Bromeliaceae(familia n.º 92)
- Rapateaceae(familia n.º 93)
- Xyridaceae(familia n.º 94)
- Eriocaulaceae(familia n.º 95)
- Mayacaceae(familia n.º 96)
- Thurniaceae(familia n.º 97)
- Juncaceae(familia n.º 98)
- Cyperaceae(familia n.º 99)
- Anarthriaceae(familia n.º 100)
- Centrolepidaceae(familia n.º 101)
- Restionaceae(familia n.º 102)
- Flagellariaceae (familia n.º 103)
- Joinvilleaceae (familia n.º 104)
- Ecdeiocoleaceae (familia n.º 105)
- Poaceae (familia n.º 106)

Loas números de familia son asignados por el LAPG III (2009).
El APG II de 2003 además incluía a Sparganiaceae, que el APWeb incluye en Typhaceae sensu lato, y a Hydatellaceae, que ahora se sabe que en realidad pertenece a Nymphaeales (ver en sección de filogenia).
El sistema Cronquist (1981, 1988) no reconocía al orden Poales, si bien su subclase Commelinidae poseía una circunscripción que se aproxima al aquí definido Poales, pero no tenía a Bromeliaceae y sí tenía a Commelinaceae (ahora en Commelinales) y a Hydatellaceae (ahora en Nymphaeales).
Sinónimos, según el APWeb (visitado en enero de 2009): Eriocaulineae Thorne & Reveal, Xyridineae Thorne & Reveal - Avenales Bromhead, Bromeliales Dumortier, Centrolepidales Takhtajan, Cyperales Hutchinson, Eriocaulales Nakai, Flagellariales (Meisner) Reveal & Doweld, Hydatellales Reveal & Doweld, Juncales Dumortier, Mayacales Nakai, Rapateales (Meisner) Reveal & Doweld, Restionales J. D. Hooker, Typhales Dumortier, Xyridales Lindley - Bromelianae Reveal, Hydatellanae Reveal, Juncanae Takhtajan, Poanae Reveal & Doweld, Rapateanae Doweld, Typhanae Reveal - Bromeliidae C. Y. Wu, Juncidae Doweld - Bromeliopsida Brongniart, Juncopsida Bartling

## Evolución
La divergencia dentro del clado Poales empieza hace unos 113 millones de años (Janssen y Bremer 2004), o hace 109-106 millones de años (Leebens-Mack et al. 2005), o, según Wikström et al. (2001) hace 72-69 millones de años, este último sugiere una edad para el clado Poales de 87-83 millones de años.
Eriocaulaceae y Xyridaceae pueden haber divergido hace unos 105 millones de años, el grupo corona del primero habría empezado a diversificarse hace unos 58 millones de años, y el del segundo, hace unos 87 millones de años (Janssen y Bremer 2004).
La divergencia en el clado ciperáceas-juncos habría comenzado hace unos 103 millones de años (Janssen y Bremer 2004).
El núcleo de los Poales habría empezado a diversificarse hace unos 109 millones de años, originado hace unos 112 millones de años (Janssen y Bremer 2004), pero en este análisis la topología del árbol filogenético difiere de la presentada aquí. Wikström et al. (2001) sugieren un origen en solo unos 49-45 millones de años hasta el presente, pero nuevamente, la topología del árbol también difiere de la presentada aquí.